# Lettres de Kemal-oud-Dovle
 (mars 2019).
Les Lettres de Kemal-oud-Dovle (azéri : Kəmal üddövlə məktubları Kəmal üddövlə məktubları ), aussi appelées Trois lettres du prince indien Kemal-oud-Dovle au prince persan Djelal-oud-Dovle et réponses de ce dernier sont un traité de l'écrivain azerbaïdjanais Mirza Fatali Akhundov, rédigé en 1865 et considéré comme son œuvre la plus significative en tant que publiciste.

## Présentation
Le traité est écrit sous la forme d'une correspondance entre le prince indien Kemal-oud-Dovle et le prince perse Djelal-oud-Dovle. Les lettres, écrites de Perse par le second après un voyage en Europe et en Amérique, et les réponses de Djelal, qui se trouve au Caire, critiquent les fondements de l'islamisme et des enseignements religieux, l'organisation féodale et despotique de l'État, et l'élite aristocratique au pouvoir en Iran. Elles décrivent le despotisme oriental, les tromperies et la corruption des mollahs, la pauvreté, l'anarchie, l'ignorance et  l'esclavage du peuple.
Les Lettres de Kemal-oud-Dovle  ont été écrites en azeri, et ensuite été traduites par l'auteur lui-même en persan et en russe. Elles n'ont pas été imprimées du vivant d'Akhundov. Leur première publication partielle est faite en 1924 à Bakou par le Comité sur le nouvel alphabet et la première édition intégrale en 1938, par la section azerbaïdjanaise de l'Académie des sciences de l'URSS. 